# Pimoa
Мелкий текст
Pimoa (лат.) — род пимовых пауков (Pimoidae). Название Pimoa происходит от слова, которое на языке американских индейцев племени гошуты означает «большие ноги».

## Распространение
Северная Америка, Азия, Европа. Род известен из западного побережья США (от Вашингтона до Калифорнии) в Неарктике, в Альпах, Кантабрийских горах на севере Испании и из Восточной Азии (от Гималаев до Пекина) в Палеарктике. Более половины всех видов известны из Азии, большинство из которых распространено в Гималаях, Тибете и провинции Сычуань, а другие — в провинциях Хунань и Юньнань. В основном встречаются во влажных и холодных средах, например, в расщелинах замшелых скал или дуплах деревьев.

## Описание
Мелкие пауки, длина тела от 4 до 12 мм. Хелицеры большинства видов Pimoa имеют три промаргинальных и три ретромаргинальных зубца. Самцов Pimoa можно отличить от Nanoa по небольшому срединному апофизу и удлиненному зубчатому отростку цимбиев с множеством бугорков (в отличие от большого срединного апофиза и короткого цимбального отростка только с одной сильной бугоркой), от Putaoa — по тонкому эмболусу и отсутствию отчетливо крупных макросет на голенях педипальп (по сравнению с толстым эмболусом и множеством крепких макросет на голенях педипальп), а от Weintrauboa — по пимоидному эмболическому выступу по часовой стрелке и отсутствию эмболической створки (по сравнению с пимоидным эмболическим процессом против часовой стрелки и мембранозной эмболической створки, возникающей из эмболуса). Самок Pimoa можно отличить от Nanoa отсутствием вентральной скапусообразной перегородки (по сравнению с эпигинумом с отчетливой перегородкой), от Putaoa — выступающим пигинумом и отсутствием боковых отверстий на эпигинуме (по сравнению с относительно плоским эпигинумом с двумя боковыми отверстиями), а от Weintrauboa — эпигинумом с отчетливой бороздкой на краю дорсальной пластинки (по сравнению с отсутствием дорсальной пластинки).

## Классификация
Около 70 видов. Ранее рассматривался в составе семейств Metidae (=Tetragnathidae) или в 1979—1986 в Linyphiidae.
- Pimoa altioculata (Keyserling, 1886) — США, Канада, Аляска
- Pimoa anatolica Hormiga, 1994 — Китай
- Pimoa breuili (Fage, 1931) — Испания
- Pimoa breviata Chamberlin & Ivie, 1943 — США[3]
- Pimoa clavata Xu & Li, 2007 — Китай
- Pimoa crispa (Fage, 1946) — Индия
- Pimoa cthulhu Hormiga, 1994 — США
- Pimoa curvata Chamberlin & Ivie, 1943 — США
- Pimoa edenticulata Hormiga, 1994 — США
- Pimoa gandhii Hormiga, 1994 — Индия
- Pimoa haden Chamberlin & Ivie, 1943 — США
- Pimoa hespera (Gertsch & Ivie, 1936) — США
- Pimoa indiscreta Hormiga, 1994 — Индия
- Pimoa jellisoni (Gertsch & Ivie, 1936) — США
- Pimoa lata Xu & Li, 2009 — Китай
- Pimoa laurae Hormiga, 1994 — США
- Pimoa lihengae Griswold, Long & Hormiga, 1999 — Китай[4]
- Pimoa mephitis Hormiga, 1994 — США
- Pimoa mono Hormiga, 1994 — США
- Pimoa nematoides Hormiga, 1994 — Непал
- Pimoa petita Hormiga, 1994 — США
- Pimoa reniformis Xu & Li, 2007 — Китай
- Pimoa rupicola (Simon, 1884) — Франция, Италия
- Pimoa sinuosa Hormiga, 1994 — Непал
- Pimoa thaleri Trotta, 2009 — Индия[5]
- Pimoa trifurcata Xu & Li, 2007 — Китай
- Pimoa vera Gertsch, 1951 — США

- Гималаи (2021)[1]: P. anning, P. bomi, P. cawarong, P. daman, P. danba, P. deqen, P. dongjiu, P. guiqing, P. gyaca, P. gyara, P. gyirong, P. heishui, P. jinchuan, P. khaptad, P. koshi, P. lhatog, P. mechi, P. miandam, P. miero, P. mude, P. muli, P. naran, P. ninglang, P. nyalam, P. phaplu, P. putou, P. rara, P. sangri, P. shigatse, P. tengchong, P. xiahe, P. yejiei, P. yele, P. zayu, P. zhigangi Zhang & Li, 2021.